# Sharp X1
El Sharp X1, también llamado solo X1 (エックスワン Ekkusuwan?), fue una serie de computadoras domésticas lanzadas por Sharp Corporation entre 1982 y 1988. Se basó en una CPU Z80.
A pesar de que la Computer Division de Sharp Corporation había lanzado la serie MZ, la Television Division lanzó una nueva serie de computadoras llamada X1. En el momento en que se lanzó el Sharp X1 original, todas las computadoras domésticas generalmente usaban el lenguaje BASIC en la ROM. Sin embargo, el X1 no; se debía de cargar el intérprete Hu-BASIC desde una cinta de casete. Lo bueno de esto era una mayor disponibilidad de memoria RAM. Este formato se copió originalmente de la serie Sharp MZ, las cuales se llamaron clean computers en Japón. La forma del gabinete del Sharp X1 resultaba más elegante que los demás gabinetes del momento, además de poder seleccionar una gama de colores para este (incluido el rojo). 
El monitor con pantalla RGB para el X1, aparte de monitor de computadora, tenía un sintonizador de televisión. Todas las funciones de TV podían ser controladas desde un programa de computadora. La memoria VRAM se asignó al área de E/S, por lo que se podía controlar sin conmutar bancos de memoria. El Sharp X1, al poseer estas características, resultaba una máquina potente para el software de juegos. 
A pesar de todo, la X1 luchaba por vender, mientras que la PC-8801 (de NEC) se estaba haciendo rápidamente popular en el mercado japonés. En 1984, Sharp lanzó la serie X1 turbo con gráficos de alta resolución para la época (640x400, mientras que el Sharp X1 tenía 640x200). Tuvo muchas mejoras, pero la velocidad del reloj todavía era de solo 4 MHz. En 1986, Sharp lanzó la serie X1 turbo Z con un monitor RGB analógico a 4096 colores. El X1 twin, que tenía un PC-Engine en el gabinete, finalmente se lanzó como la última máquina de la serie X1 en 1987. Esta serie fue sucedida por la serie X68000. 
Sharp continúa vendiendo combos de PC/TV de escritorio en Japón a través de su línea de Internet Aquos, donde está disponible un esquema de color rojo estilo X1.

## Información técnica
| Nombre                 | X1 (CZ-800C)                                                                                     |
| Fabricante             | Sharp                                                                                            |
| Tipo                   | Computadora del hogar                                                                            |
| Origen                 | Japón                                                                                            |
| Año                    | 1982                                                                                             |
| UPC                    | Sharp Z80 A                                                                                      |
| Velocidad              | 4 MHz                                                                                            |
| RAM                    | 64 KB                                                                                            |
| RAM de video           | 4 KB (hasta 48 KB)                                                                               |
| ROM                    | 6 KB                                                                                             |
| Modos de texto         | 40 / 80 x 25                                                                                     |
| Modos gráficos         | 320 x 200 / 640 x 200                                                                            |
| Colores                | 8                                                                                                |
| Sonido                 | General Instrument AY-3-8910 o Yamaha YM2149 (revisiones posteriores tuvieron el Yamaha YM2151 ) |
| Puertos de E/S         | - 4 x puertos de E/S (opcional) - 2 x Joysticks (Atari) - Salida de audio - Teclado - Impresora  |
| Construido en medios   | Cinta de casete o disquete                                                                       |
| OS                     | CP/M                                                                                             |
| Fuente de alimentación | Fuente de alimentación incorporada                                                               |
| Precio                 | ¥ 155 000                                                                                        |

- Datos: Q2710884
- Multimedia: Sharp X1 / Q2710884